# Рёбель-Мюриц
Рёбель-Мюриц (нем. Röbel/Müritz) — город в Германии, в земле Мекленбург-Передняя Померания.
Входит в состав района Мюриц. Подчиняется управлению Рёбель-Мюриц. Население составляет 5261 человек (на 31 декабря 2010 года). Занимает площадь 30,17 км². Официальный код — 13 0 56 057.

## Топоним
Топоним Рёбель происходит от полабского топонима*Robolj/*Robol’  (Роболь) от имени*Robola/*Robla (Робола или Робла).
Топоним Мюриц происходит от полабского слова *Morice (Морице), что означает морьице (уменьшительного от слова море).

## Фотографии

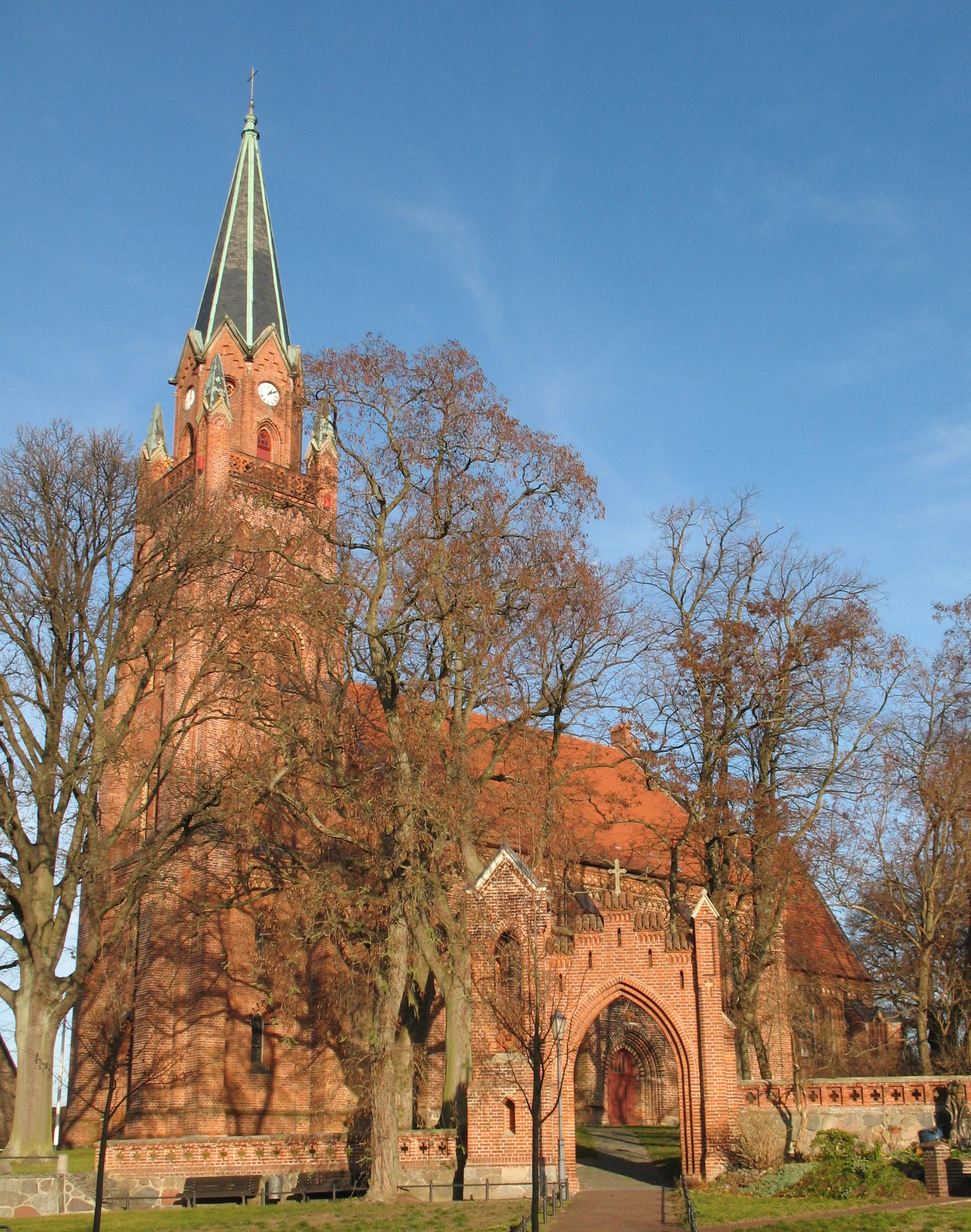
Церковь Марии
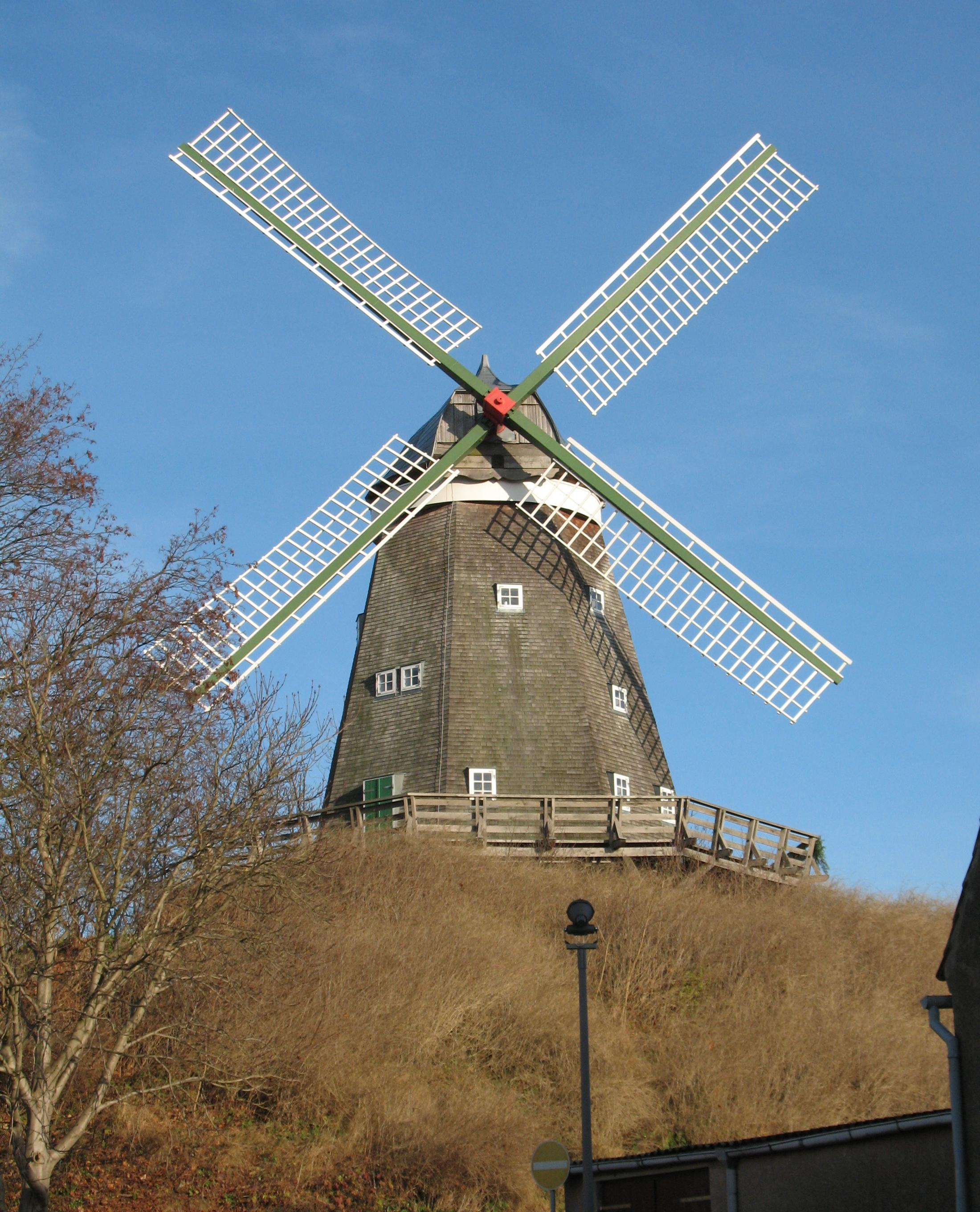
Ветряная мельница
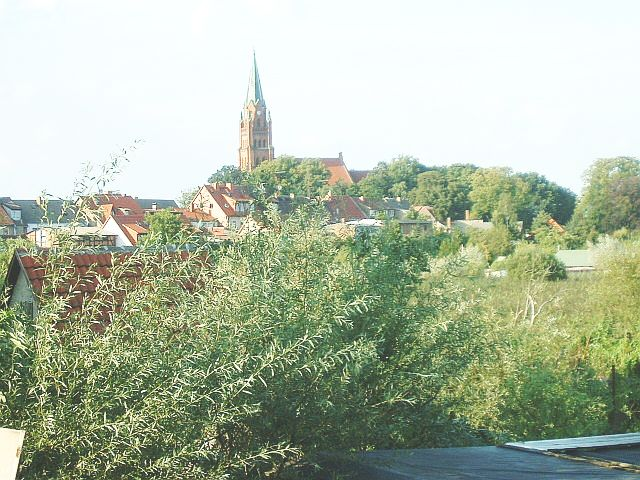
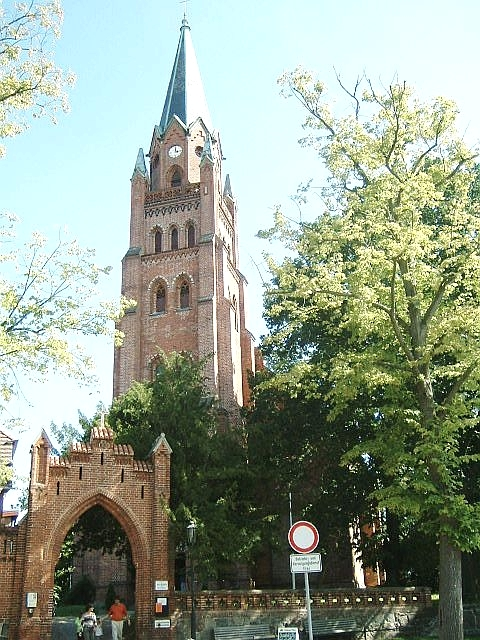
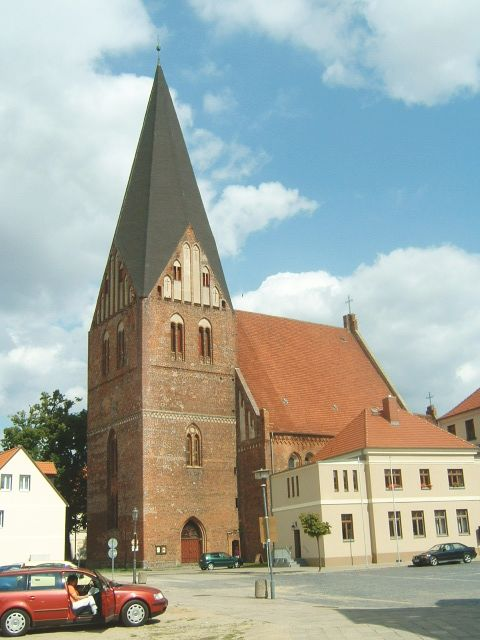
Ратуша
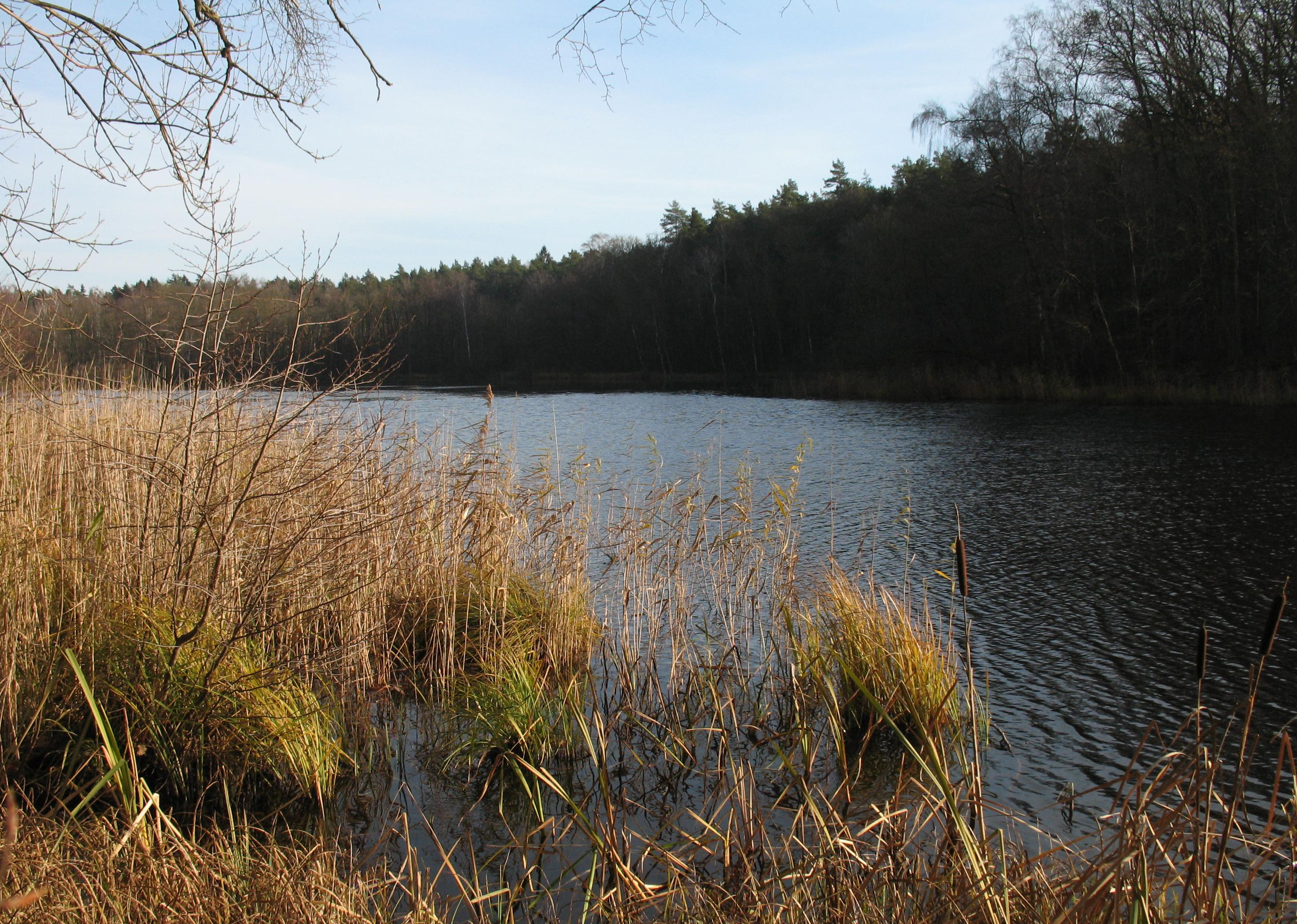